# Acción Mujeres de Chile
Acción Mujeres de Chile (AMCh) va ser un moviment polític xilè que agrupà dones opositores a les candidatures presidencials del socialista Salvador Allende a les eleccions de 1964 i 1970, amb un marcat to anticomunista.

## Història
L'agrupació va ser fundada l'11 de juny de 1963 i va obtenir la personalitat jurídica mitjançant el decret 2398 del 20 d'agost d'aquest any. La seva primera directiva estava composta per María Elena Valdés Cruz (presidenta), Elena Larraín Valdés (vicepresidenta), Graciela Ibáñez Ojeda (secretària), Dora Sierra Espinoza (tresorera) i Olga Irarrázaval Larraín (directora). Elena Larraín havia participat en el moviment Xile Lliure —creat per conservadors independents el 1960— durant un any abans de participar en la formació d'AMCh.
Durant la campanya presidencial de 1964 Acció Dones de Xile va participar activament de la denominada «campanya del terror» contra Salvador Allende, amb propaganda que il·lustrava els temors que generaria l'arribada del socialisme democràtic en poder comparant-ho amb situacions viscudes a Cuba. S'ha assenyalat també que durant aquest període, així com durant la campanya de 1970, l'agrupació hauria rebut finançament de part de la CIA per sostenir les candidatures de Julio Durán i Jorge Alessandri.
Acción Mujeres de Chile va realitzar una intensa campanya propagandística en radioemissores i premsa escrita durant la campanya presidencial de 1970 amb missatges en contra de Salvador Allende i la Unitat Popular. Aquesta situació va valer a l'agrupació ser investigada —al costat del moviment «Chile Joven»— per la Cambra de Diputats respecte de la seva legalitat i finançament.
Cap al 1972, diverses dirigents de l'organització, incloent-hi a Elena Larraín, havien creat el moviment Poder Femenino.